# Bader Al Hussaini
Bader Al Hussaini (* 22. Januar 1984 in Kuwait) ist ein ehemaliger kuwaitischer Squashspieler.

## Karriere
Bader Al Hussaini spielte von 2004 bis 2015 auf der PSA World Tour und gewann auf dieser einen Titel. Seine höchste Platzierung in der Weltrangliste erreichte er mit Rang 86 im Mai 2006. Mit der kuwaitischen Nationalmannschaft nahm er 2003, 2005, 2007 und 2009 an der Weltmeisterschaft teil, sowie an mehreren Asienmeisterschaften.

## Erfolge
- Gewonnene PSA-Titel: 1